# جورج س. يونغ
جورج س. يونغ (بالإنجليزية: George C. Young)‏ هو محامي وقاضي أمريكي، ولد في 4 أغسطس 1916 في سينسيناتي في الولايات المتحدة، وتوفي في 24 أبريل 2015 بسبب نوبة قلبية.